# 超人力霸王Orb
《超人力霸王歐布》，是圓谷製作所製作的特攝電視劇，2016年7月9日至12月24日於東京電視台系列頻道每週六上午9:00 - 9:30（JST），且為作品中登場的巨大變身英雄名稱。本片的宣傳文案為「請賜與我光的力量！」（光の力、おかりします!!）、「覺醒吧，光之戰士」（覚醒せよ、光の戦士）。為系列50週年紀念作。
香港方面，ViuTV由2017年6月25日至12月17日逢星期日上午9:35-10:05播放。台灣則是由momo親子台自2017年9月24日起，於每周日下午17:30播出，並後於2018年3月18日同時段再次播出。中國大陸則由「上海新創華文化發展有限公司」在2017年8月21日開始於網絡發行官方華語配音版。

## 概要
本作為《超人力霸王系列》50週年紀念作品，同時也是《新超人力霸王列傳》播畢之後，首部獨立推出的新生代系列作品，也是繼《X》之後，田口清隆再度擔任總導演的第二部作品，負責系列編劇的中野貴雄與小林雄次也自繼《銀河S》和《X》之後擔任連續三部作品的系列構成，主題曲則由負責多首動畫和特攝主題曲的水木一郎擔任，也是他第一部參與超人力霸王系列的主題曲作品。。
在選角方面，與近年來特攝劇主要採用新演員的方向不同，本作主角則挑選於具有豐富經驗的石黑英雄飾演，這是他繼東映劇集《假面騎士電王》後，再度回歸特攝劇的演出。

### 特色
與前作《超人力霸王X》描繪人類與超人羈絆的關係不同，此部作品則再度使用超人本身即人間體的型態設定，並將主題定為「合體」，增加主人公以兩名前代系列作的超人力霸王進行合體變身，為了彰顯作品的獨特性也著重描繪主人公、人類和反派之間的互動，大綱在後續也被定位「重拾相信自我的勇氣，回歸原始的自我」的成長故事，將故事側重於主角紅凱的內心描繪。另外在故事中，人類的角色定位與歷屆系列也有很大的不同，除了不再繼承防衛組織的一員設定之外，更是採用追蹤神秘現象的普通民眾設定，以此為作品塑造出全新的魅力。
在《銀河S》和《X》中的主角是屬於防衛隊的隊員，但在本作中的主角則被設定為「流浪者」，根據系列組成的中野表示「紅凱」是受到其童年時代喜愛的英雄角色，如《超人七號》的主人公諸星彈、《木枯紋次郎》和克林·伊斯威特飾演的鏢客角色所啟發，在形象概念則受到上條恆彥的歌曲《誰かが風の中で》和電影《吉他遊俠》影響，希望能塑造出「在21世紀的世界裡，再度復活的浮浪人」形象。主要導演田口將紅凱的概念描述為「如果諸星彈從未加入超級警備隊（U.G）繼續在地球流浪的樣貌」。
本作的敵役角色札古拉斯・札古拉則被中野定位為「流浪者的頭號對手」。。飾演札古拉一角的青柳尊哉則表示，最初投入角色的目標，是「避免演繹出讓孩子們產生心靈創傷的角色」。然而，與青柳的擔憂相反，札古拉的人氣在劇集播出後開始走紅，隨後則被粉絲暱稱為「札札（ジャグジャグ）」。

## 故事大綱
在遙遠的過去，出現了能夠毀滅世界的恐怖存在——魔王獸，打算將一切破壞殆盡。但是，光之戰士超人力霸王們，封印了魔王獸，取回了宇宙的和平。
時光流逝，環遊世界的流浪青年——紅凱，使用名為Orb圆环的道具，借用傳說中的超人力霸王的力量，變身成為超人力霸王Orb，向復活的魔王獸發起了挑戰！

## 背景設定
Something Search People（サムシングサーチピープル）
簡稱為「SSP」，是因女主角夢野奈緒美從小開始夢見光之巨人（也就是超人力霸王），在大學畢業後創立的團隊，另有設團隊的相關網頁。
起先的網路風評不佳（大多是因張貼不實的影像或照片），但因超人力霸王Orb的出現及影響下，逐漸獲得好評及認同。
台譯名「神秘現象追蹤者」，本部位於東京都東多摩市的北川町。
小舟製作所（コフネ製作所）
原文：
以製作優良的彈簧聞名的加工製造工廠，就連VTL日本分部都向其定製裝備上所使用的彈簧。
TKB電視台（TKBテレビ）
太平風土記
記錄地球各種傳說的古書，也曾描述過去怪獸來到地球的確切紀錄，並詳細記載擊敗怪獸的方法，
魔王獸
本作中主要對抗的敵役，擁有能將世界毀滅的怪獸，共有六大屬性魔王獸及在其之上的大魔王獸（以及進化後的超大魔王獸）
不能進入的森林
封印歐洛奇的地方，也是行星侵略聯合的地球上基地、玉響姬墓的所在地，據說進去就出不來了。
原型來自市川市的不知八幡森。

## 本作登場的超人力霸王

### 超人力霸王歐布
本作登場的超人力霸王戰士，也是紅凱變身成光之巨人後的姿態。
其本體很久以前就以光環姿態隱藏在行星O-50的戰士之巔上，等待有資質的優秀戰士獲取聖劍得到自己的力量。在前傳《超人力霸王Orb 始源傳奇》中。
凱在戰士之巔上成功獲取聖劍，獲得光之力量並成為超人力霸王歐布的人間體，並在隨後的數千年歲月中，以阻止魔王獸復活為目標在世界各地出現，與不同的怪獸和宇宙人戰鬥。
Orb的原型是由角色設計師後藤正行所設計，最初的外觀風格與之前的傳統超人力霸王無太大差異，對稱的條紋中規中矩，初始形態的全身配以銀色和紅色為主。
在凱完成第一次的任務後，其脖子部分和下半身增加了大面積黑色，升級為起源形態。在身體上的主要特徵是彩色計時器呈圓環狀，並且在指示燈圓環正下方相連著一個向下的箭頭，這種外形特徵在歐布的任何形態中都會保持不變。
- 人間體：紅凱
- 身高：50-55公尺
- 體重：35000-55000噸
- 年齡：未知
- 飛行速度：6.5馬赫（無法計算）
- 行走速度：2.5馬赫~20馬赫
- 水中速度：2馬赫~18馬赫
- 握力：832000噸~265000噸
- 腕力：63000噸~180000噸

#### 變身器
- 欧布圆环（オーブリング）

音效：櫻井孝宏 ／（粵語）：劉文光
超人力霸王欧布专用的变身装置，可将“Orb Origin”的卡片起動原始形态
也可将两位超人力霸王的卡片进行融合，形成拥有两种力量的身体。
從劇情上得知當初在被扎古拉與凱兩人發現之時，它所選擇的使用者並非強大的扎古拉，而是心懷正義之心的凱，使得彼此為好友的兩人因此決裂。
此外扎古拉使用的則是「暗黑圓環」（ダークリング）和歐布圓環相對應，暗黑圓環則可以增強內心的黑暗與邪惡。
- 欧布圣剑(オーブカリバー)

超人力霸王欧布最初的變身裝置兼武器，现由“Orb Origin”的卡片召唤出用于起動原始形态并當作武器使用。
原本是在O-50行星的戰士之巔上的圓環狀能量體，之後歐布獲得新力量後，聖劍也能發出不同的技能。
- 超人融合卡（ウルトラフュージョンカード）

寄宿著超人力霸王力量的卡片，相對應的則是扎古拉使用的「怪獸卡」（怪獣カード）
卡牌狀態下持有者可直接使用部分能力。亦可以用作牌類游戲和占卜。
其由來是太古時期，來到Orb本劇世界觀的超人戰士使用自身部分力量將魔王獸封印，力量殘留於魔王獸水晶之中。
而紅凱使用歐布圓環可以將其中的超人力霸王的力量實體化成卡片並使用其力量。
共有「風、火、水、土、光、闇、古、力、速、愈、拳、斬、盾、鎧、勳」十五種屬性。
| 名稱             | 屬性 | 顏色  | 說明 |
| 超人力霸王迪卡   | 古   | 黃    | 原封印著闇之魔王獸瑪伽達諾佐亞，後來闇之魔王獸被賈古拉復活。Orb打敗闇之魔王獸後而得本張卡片。 |
| 初代超人力霸王   | 光   | 藍    | 原封印著光之魔王獸瑪伽杰頓，後來光之魔王獸被賈古拉復活。Orb打敗光之魔王獸後而得本張卡片。 |
| 超人力霸王梅比斯 | 劍   | 白    | 原封印著風之魔王獸瑪伽巴薩，後來風之魔王獸被賈古拉復活。Orb打敗風之魔王獸後而得本張卡片。 |
| 超人力霸王太郎   | 火   | 紅    | 原封印著土之魔王獸瑪伽古蘭特王，後來土之魔王獸被賈古拉復活。Orb打敗土之魔王獸後而得本張卡片。 |
| 超人力霸王傑克   | 盾   | 綠    | 原封印著水之魔王獸瑪迦賈帕，後來水之魔王獸被賈古拉復活。Orb打敗水之魔王獸後而得本張卡片。 |
| 超人力霸王傑洛   | 斬   | 水色  | 原封印著火之魔王獸瑪伽龐敦，後來火之魔王獸被賈古拉復活。Orb打敗火之魔王獸後而得本張卡片。 |
| 佐菲             | 勳   | 黃    | 原封印著大魔王獸瑪伽歐洛奇。被賈古拉用超人力霸王貝利爾卡片擊碎，之後玉響公主復原此卡轉交給紅凱。 |
| 超人力霸王貝利爾 | 闇   | 紫    | 原為行星侵略聯盟盟主諾斯特拉持有，但其後賈古拉將其斬殺而奪取卡片。 賈古拉用光之魔王獸、闇之魔王獸、風之魔王獸、土之魔王獸、水之魔王獸、火之魔王獸等六張怪獸卡復活大魔王獸的封印後，賈古拉將本張卡片導入暗黑圓環，擊碎佐菲的封印而復活大魔王獸。本卡之後被玉響公主拾取，而轉交給紅凱。 |
| 超人力霸王歐布   | 光   | 藍[9] | 紅凱找回了面對自己的勇氣後，從合體魔王獸杰龐頓的(大魔王獸瑪伽歐洛奇)尾巴復原的歐布聖劍飛入Orb圓環產生而得的卡片。 |
| 超人力霸王銀河   | 光   | 藍    | 超人力霸王銀河在ORB劇場版中被石化後，與早見捷達心念共鳴，其能量流至Orb圓環產生而得的卡片。 |
| 超人力霸王勝利   | 土   | 黃    | 超人力霸王勝利在ORB劇場版中被石化後，與松戶森心念共鳴，其能量流至Orb圓環產生而得的卡片。 |
| 超人力霸王X      | 鎧   | 黃    | 超人力霸王X在ORB劇場版中被石化後，與夢野奈緒美的心念共鳴，其能量流至Orb圓環產生而得的卡片。 |
| 超人七號         | 斬   | 水色  | Orb在超格鬥TV中接受超人七號及超人力霸王傑洛特訓後，超人七號賦予的能量流至Orb圓環而得的卡片。 |

#### 型態變化
超人力霸王歐布的最大特點是可以通過讀取其他超人力霸王卡片獲得部分力量來融合變身。使用其他超人力霸王的力量變身時，變身周圍的光輝、變身音效
變身巨大化時的背景以及變身後的出場台詞、格鬥招式、戰鬥風格、光線技能和樣貌等均會充分相應該超人力霸王的特徵。
但歐布同時也保留自己的特徵，如使出光線技能使會產生巨大的圓環光璧等。
TV版
| 型態名稱                                               | 簡介 | 屬性 | 技能 | 備註 |
| 斯卑修姆傑佩里昂 スペシウムゼペリオン Spacium Zeperion | 初代超人力霸王和超人力霸王迪卡之力，與超人力霸王Orb合體的光之力（）模式。 身高：50公尺 體重：5萬噸 飛行速度：6.5馬赫 行走速度：2.5馬赫 水中速度：2馬赫 地中速度：2馬赫 跳躍高度：1000公尺 腕力：8.5萬噸 握力：6.5萬噸 | 煌   | (1)スペリオン光線（Sperion Ray） (2)スペリオン光輪（Sperion Light Ring） (3)スペリオンシールド（Sperion Shield） (4)オーブ水流（Orb Shower） (5)シャットダウンプロテクト（Shutdown Protect） | (1)變身台詞：超人力霸王！迪卡！請賜與我光的力量！！（） (2)登場台詞：我的名字是歐布。要照亮黑暗，擊退萬惡！（） (3)出場形式先以初代超人力霸王片頭題名時為背景，之後轉為超人力霸王迪卡片頭題名時的背景。 |
| 爆燃炸裂 バーンマイト Burnmite                         | 超人力霸王太郎和超人力霸王梅比斯之力，與超人力霸王Orb合體的炙熱（）模式。 身高：50公尺 體重：5萬噸 飛行速度：11馬赫 行走速度：2.7馬赫 水中速度：2.4馬赫 地中速度：3馬赫 跳躍高度：900公尺 腕力：10萬噸 握力：7萬噸    | 炎   | (1)ストビュームダイナマイト（Stobium Dynamite） (2)ストビュームバースト（Stobium Burst） (3)ストビュームフット（Stobium Foot） (4)ストビュームカウンター（Stobium Counter） (5)ストビュームディフェンサー（Stobium Defenser） (6)ストビュームダイナマイトキッ（Stobium Dynamite Kick） (7)ストビューム光線 （Stobium Ray）                                      | (1)變身台詞：太郎！梅比斯！請賜與我燃燒的力量！！（） (2)登場台詞：炙熱的燃燒吧！（） (3)出場形式先以超人力霸王太郎片頭題名時為背景，之後轉為超人力霸王梅比斯變身登場時的背景。 |
| 颶風斬擊 ハリケーンスラッシュ Hurricane Slash          | 超人力霸王傑克和超人力霸王傑洛之力，與超人力霸王Orb合體的敏銳（）模式。 身高：50公尺 體重：3.5萬噸 飛行速度：13馬赫 行走速度：4馬赫 水中速度：3馬赫 地中速度：2馬赫 跳躍高度：1200公尺 腕力：8.3萬噸 握力：6.3萬噸    | 槍   | (1)ビッグバングスラスト（Big Bang Thrust） (2)トライデントスラッシュ（Trident Slash） (3)オーブランサーシュート（Orb Lancer Shoot） (4)オーブスラッガーショット（Orb Slugger Shots） | (1)變身台詞：傑克！傑洛！請賜與我鋒利的力量！！（） (2)登場台詞：超越光速，斬斷黑暗！（） (3)出場形式先以超人力霸王傑克片頭題名時為背景，之後轉為超人力霸王傑洛變身登場時的背景。 (4)可使用武器：歐布三叉戢（，Orb Slugger Lance） |
| 雷霆星徽 サンダーブレスター Thunder Breastar           | 佐菲和超人力霸王貝利爾之力，與超人力霸王Orb合體的光與暗之力模式。 身高：55米 體重：5.5萬噸 飛行速度：7馬赫 行走速度：3.5馬赫 水中速度：2.9馬赫 地中速度：2.5馬赫 跳躍高度：1100公尺 腕力：15萬噸 握力：9萬噸          | 暴   | (1)ゼットシウム光線（Zedcium Ray） (2)ゼットシウム光輪（Zedcium Light Ring） (3)サンダークロスガード（Thunder Cross Guard） | (1)變身台詞：佐菲！貝利爾！請賜與我黑暗與光的力量！！（） (2)登場台詞：擁抱黑暗，幻化為光！（闇を抱いて、光となる！） (3)出場形式先以宇宙監獄為背景，再轉以佐菲變身登場時為背景，最後轉為符合超人力霸王貝利爾黑暗形象的背景。 (4)由於超人力霸王貝利爾是邪惡超人力霸王，所以使用該型態有時會令Orb失控。在17話中，凱第一次控制住了雷霆星徽的力量。 |
| 歐布原生 オーブオリジン Orb Origin                     | Orb原本的形態。 身高：50公尺 體重：5萬噸 飛行速度： 8.5馬赫 行走速度： 3馬赫 水中速度： 2.5馬赫 地中速度： 2.5馬赫 跳躍高度： 800公尺 腕力：8.7萬噸 握力：6.7萬噸                                                     | 光   | (1)オリジウム光線（Origium Ray） (2)オーブスプリームカリバー（Orb Supreme Calibur） (3)オーブフレイムカリバー（Orb Flame Calibur） (4)オーブウォーターカリバー（Orb Water Calibur） (5)オーブグランドカリバー（Orb Ground Calibur） (6)オーブウインドカリバー（Orb Wind Calibur） (7)カリバーシールド（Calibur Shield） (8)オリジウムソーサー（Origium Saucer） | (1)登場台詞：銀河之光正呼喚著我！（） (2)在17話恢復此型態之前，紅凱皆因失去力量得借用超人力霸王前輩們的力量戰鬥。 (3)可使用武器：歐布聖劍（，Orbcalibur） |

Amazon限定播映版
| 型態名稱                                               | 簡介 | 屬性 | 技能 | 備註 |
| 歐布原生之初 オリジン・ザ・ファースト Origin The First | Orb原本形態的初始型。 於O-50行星中的戰士之頂，凱被燃燒的光判定有資格授予光之戰士的力量，並被賜與歐布聖劍，而變身成為超人力霸王Orb。 身高：10公尺~50公尺 體重：1萬~5萬噸 飛行速度： 官方未提供 行走速度： 官方未提供 水中速度： 官方未提供 地中速度： 官方未提供 跳躍高度： 官方未提供 腕力： 官方未提供 握力： 官方未提供 | 光   | (1)オリジウム光線（Origium Ray） (2)オーブストライク（Orb Strike） (3)オーブブーメラン（Orb Boomerang） (4)オーブスライサーアタック（Orb Slicer Attack） (5)オーブスライサーアタッカー（Orb Spin Attacker） (6)紅色光輪(官方未給予正式名稱) | (1)於《超人力霸王Orb THE ORIGIN SAGA》登場。 (2)凱在THE ORIGIN SAGA劇情結尾回到O-50行星中的戰士之頂，被燃燒的光改變而成為歐布原生的型態，繼續執行許多任務。 |

電影版
| 型態名稱                                   | 簡介 | 屬性 | 技能 | 備註 |
| Orb三位一體 オーブトリニティー Orb Trinity | 超人力霸王銀河、超人力霸王勝利和超人力霸王X之力與超人力霸王Orb合體的三重光模式。 身高：50公尺 體重：5萬噸 飛行速度：計測不能 行走速度：20馬赫 水中速度：18馬赫 地中速度：10馬赫 跳躍力：5000公尺 腕力：24萬噸 握力：18萬噸 | 光   | (1)トリニティウム光輪（Trinitium Light Ring） (2)トリニティウムブレイク（Trinitium Break） (3)トリニティウムシュート（Trinitium Shoot） (4)トリニティウムストレート（Trinitium Straight） (5)トリニティウムシールド（Trinitium Shield） (6)EXレッドキングナックル（EX Red King Knuckle） (7)ゴモラアーマー（Gomora Armor） | (1)於《劇場版 超人力霸王Orb 絆之力，請借我一用吧！》登場。 (2)變身台詞：銀河！勝利！艾克斯！請賜與我三重光的力量！！（） (3)登場台詞：我名為歐布三位一體。連結三重光芒與紐帶，現在 挺身而出！（） (4)出場形式先以超人力霸王銀河及超人力霸王X變身登場時為背景，之後轉為超人力霸王勝利登場時的背景。 (5)可使用武器：歐布圓鋸（，Orb Slasher） |

超格鬥(ウルトラファイト, Ultra Fight)
| 型態名稱                                             | 簡介 | 屬性 | 技能 | 備註 |
| 閃電攻擊者 ライトニングアタッカー Lightning Attacker | 超人力霸王銀河和超人力霸王X之力，與超人力霸王Orb合體的感電（）模式。 身高：50公尺 體重：5萬噸 飛行速度：14馬赫 行走速度：7馬赫 水中速度：13馬赫 地中速度：1.5馬赫 跳躍力：800米 腕力：25萬噸 握力：13萬噸     | 武   | (1)アタッカーギンガエックス （Attacker Ginga X） (2)オーブパンチ（Orb Punch） (3)オーブキック（Orb Kick） | (1)於《超格鬥Orb 親子之力，請借我一用吧！》登場。 (2)變身台詞：銀河！艾克斯！請賜與我感電的力量！！（） (3)登場台詞：電光雷轟，討伐黑暗！（） (4)出場形式先超人力霸王銀河變身登場時為背景，之後轉為超人力霸王X變身登場時的背景。                                                                      |
| 艾梅利姆強擊 エメリウムスラッガー Emerium Slugger    | 超人七號和超人力霸王傑洛之力，與超人力霸王Orb合體的親子之力（）模式。 身高：50公尺 體重：5萬噸 飛行速度：13馬赫 行走速度：5馬赫 水中速度：4.5馬赫 地中速度：3馬赫 跳躍力：900公尺 腕力：26.5萬噸 握力：13萬噸 | 導   | (1)ES スペシウム（ES Specium） (2)ワイドスラッガーショット（Wide Slugger Shot） (3)トリプルエメリウム光線（Triple Emerium Ray） (4)オーブスラッガーショット（Orb Slugger Shots ） (5)超ウルトラノック戦法（Hyper Ultra Knock Tactic） | (1)於《超格鬥Orb 親子之力，請借我一用吧！》登場。 (2)變身台詞：七號！傑洛！請賜與我親子的力量！！（） (3)登場台詞：智勇雙全，幻化為光！（） (4)出場形式先以超人七號之變身眼鏡（ウルトラアイ）戴上變身時之火花不斷迴繞一個圓，再轉為超人七號片頭題名時為背景，最後轉為超人力霸王傑洛變身登場時的背景。 |

街機
- 光子維克特利姆（Photon Victorium）

超人力霸王蓋亞V2和超人力霸王勝利之力，與超人力霸王Orb合體的模式。
屬性: 地
登場台詞：悪を砕き光を照らせ！（I smash the darkness and shine with the light！）
必殺技：フォトリウムナックル（Photorium Knuckle）
- 滿月札納迪姆（Full Moon Xanadium）

超人力霸王高斯和超人力霸王X之力，與超人力霸王Orb合體的模式。
屬性: 慈
登場台詞：つながる力は心の光！（The power to connect is with the light of the heart！）
必殺技：フルディウム光線（Flutium Ray）
- 疾速極限（Sky Dash Max）

超人力霸王迪卡疾速型和超人力霸王馬克斯之力，與超人力霸王Orb合體的模式。
屬性: 迅
登場台詞：輝く光は疾風（はやて）の如し！（The shining light is like that of the wind！）
必殺技：マクバルトアタック（McBart attack）
- 哉佩利敖索爾捷特（Zeperion Solgent）

超人力霸王迪卡和超人力霸王帝納之力，與超人力霸王Orb合體的模式。
屬性: 輝
登場台詞：光の輝きと共に！（Together with the shining light！）
必殺技：マルチフラッシュスライサー（Multiflash Slicer）
- 雷歐傑洛重拳（Leo zero Knuckle）

超人力霸王雷歐和超人力霸王傑洛之力，與超人力霸王Orb合體的模式。
屬性: 鬪
登場台詞：宇宙拳法、ビッグバン！（My space martial art style makes a big bang！）
必殺技：ナックルクロスビーム（Knuckle Crossbeam）
- 雷霆奇蹟（Thunder Miracle）

超人力霸王貝利爾和超人力霸王帝納奇蹟型之力，與超人力霸王Orb合體的模式。
屬性: 超
登場台詞：闇の力を奇跡の光に！（I wield the power of darkness and the miraculous light！）
必殺技：サンダーミラクルアタック（Thunder Miracle Attack）
- 強擊王牌（Slugger Ace）

超人七號和超人力霸王衛司之力，與超人力霸王Orb合體的模式。
屬性: 裂
登場台詞：斬り裂け闇を、光と共に！（I slice and tear apart the darkness together with the light！）
武器：バーチカルスラッガー（Vertical Slugger）
必殺技：スラッガーエーススライサー（Slugger Ace Slicer）
- 騎士清算者（Knight Liquidator）

超人力霸王亞格V2和超人力霸王希卡利之力，與超人力霸王Orb合體的模式。
屬性: 両
登場台詞：影を払いし、光の刃！（The blades of light shall clear the darkness！）
武器：ナイトアグルブレード（Knight Agul Blade）
必殺技：クラッシャーナイトリキデイター（Crusher Knight Liquidator）
- 斯佩修姆風暴（Spacium Storm）

初代超人力霸王和超人力霸王納克斯青年型之力，與超人力霸王Orb合體的模式。
屬性: 絆
登場台詞：受け継がれてゆく魂の絆！（The bond of the soul passed along！）
必殺技：ウルトラフルバースト（Ultra Full Burst）
- 威力強壯（Power Strong）

超人力霸王迪卡威力型和超人力霸王帝納強力型之力與超人力霸王Orb合體的模式。
屬性: 剛
登場台詞：光の剛力に敵はない！（The Herculean light has no enemies！）
必殺技：ガルラシウムハンマー（Galassium hammer）
- 雷霆光流（Thunder Stream）

超人力霸王貝利爾和超人力霸王亞格V2之力與超人力霸王Orb合體的模式。
屬性: 攻
登場台詞：闇を包め、光の嵐！（The darkness is hidden in a storm of light！）
武器：ギガトライデント（Giga Trident）
必殺技：サンダーストリームネプチューン（Thunder Stream Neptune）
- 夢比姆特化（Mebium Especially）

超人力霸王梅比斯和超人力霸王銀河之力與超人力霸王Orb合體的模式。
屬性: 刃
登場台詞：眩い光で未来を示せ！（The future will show the dazzling light！）
必殺技：メビュースペシャリーブレード（Mebius Special Blade）
- 星徽騎士（Breastar Knight）

佐菲和超人力霸王希卡利之力與超人力霸王Orb合體的模式。
屬性: 栄
登場台詞：光の誉れ、只今参上！（The glory of the light arrives now！）
必殺技：ナイト87シュート（Knight 87 Shoot）
- 斯特利姆銀河（Storium Galaxy）

超人力霸王馬克斯和超人力霸王太郎之力與超人力霸王Orb合體的模式。
屬性: 猛
登場台詞：宇宙の悪に立ち向かう光！（The light that confronts the evil of the universe！）
必殺技：ストキシムカノン（Stoxium Cannon）

#### 在其他作品的登場
《超人力霸王R_/_B》
《超人力霸王大河》:第1話
- 電影

《超人力霸王Orb 絆之力，請借我一用吧》（2017年）
《劇場版_超人力霸王捷德_連繫起來！_願望！！》（2018年）
《超人力霸王大河:新世代巔峰戰》（2020年）
- 網路劇集

《超級銀河格鬥 新生代英雄》（2019年及2020年）

## 本作登場的防衛組織

### V.T.L
Versatile Tactical Leader
全名「Versatile Tactical Leader」（ビートル隊（貝特爾隊）』，總部位於巴黎，是澀川一徹轄屬的國際軍事組織。
因對付怪物的災難及魔王獸的復興，使得其軍事組織在政府的許可下活動範圍擴大，由於並不善與怪物打交道，因此捷達經常對指出該軍事組織的緩慢行動作出批評的行為。
根據田口清隆的訪談顯示，最初該防衛組織原先沿用1966年劇集《超人力霸王》登場的「科學搜查隊」，但最終團隊並沒有取得共識。

## 主要演員名單
主演
- 紅凱 - 石黑英雄
- 夢野奈緒美 - 松浦雅
- 早見捷達 - 高橘直人（日语：高橋直人 (俳優)）
- 松戶森 - 練薴弘晃（日语：ねりお弘晃）
- 札古拉斯・札古拉 - 青柳尊哉
- 娜塔莎・羅曼諾瓦 - 布拉達（日语：ブラダ）（1,7,10 - 13,15,16）
- 澀川一徹 - 柳澤慎吾

常設
- 玉響姫 - 摩根茉愛羅（日语：モーガン茉愛羅）（6,11,12,13,15）
- 霧島晴香 - 宇野愛海（7,13,17,23）
- 夢野圭子 - 田中美奈子（日语：田中美奈子）（11,12,13,16）

客演
- 卡車司機 - 荒井義久（日语：ビートルホーク）（1）
- 母親 - 大浦理美恵（日语：大浦理美恵）（1）
- 子供 - 西岡玲（1）
- 公園的親子- 星野カオリ、星野雄梨（1）
- 新聞解說員 - 西島圓（日语：西島まどか）（2,24）
- 警備員 - 宮沢大地（日语：宮沢大地）（2）
- 男子 - 田中誠人（2）
- 銭湯店主 -  諏訪太朗（日语：諏訪太朗）（3）
- 男子 - 金山仁、日置優羽、福永里恩（3）
- 冰淇淋車售貨員 - 小路さとし（4）
- 真渡子 - 池田萌子（日语：池田萌子）（5）
- 道路工事の作業監督 - 川野弘毅（5）
- 少女 - 平澤宏宏路（5,13）
- 大樹 - 西口青翔（6）
- 健二- 高村佳偉人（6）
- 中学生 - 堀川恭司（6）
- 部下A - 桑原義樹（6）
- 部下B - 稲庭渉（6）
- 戸松源三郎 - 阿南健治（日语：阿南健治）（8,13
- 主婦 - 松本海希（日语：松本海希）（8）
- 通行人A -眞田惠津子（日语：眞田惠津子）（8）
- 通行人B - 半井きよみ（8）
- 馬場竜次 - 中村龍（日语：中村龍）
- 捷達的父親（回想） - 山﨑勝之（日语：山﨑勝之）（9）
- 正人 - 松本漣（9,13）
- 真治 -守永伊吹（9,13）
- 早見捷達（少年時代、回想） - 萩原淳貴（9）
- 公園的小孩 - 斎藤龍音、小笠原楓真、安田怜央、長嶋琉季、大木彩加、久保田咲空、武井恋友姫、福島星蘭（以上9）、池澤巧貢、山田刃、島田陽仁、梶山峯功、鳴澤龍司（以上23）
- 服務員 - 園山敬介（11）
- 玉響姫的目擊者 - 内田裕基[11]）
- 武居隊員 - 那須佳瑛（12,24）
- 小舟惣一 - 木之元亮（日语：木之元亮）（14,15）
- 芝尾 - 袴田裕幸（日语：袴田裕幸）（14,15）
- 田丸 - キャッチャー中澤（14）
- 醫生記者 - 髙橋創（15）
- 記者 - 山中秀樹（日语：山中秀樹）（16,24）
- 澀川徹子 - 荒川知佳（日语：荒川ちか）（18）
- 貴弘 - 井上拓哉（日语：井上拓哉）（18）
- 女傭 - 浅石莉奈（日语：浅石莉奈）（18）
- 女子大生 -稲葉楓（日语：稲葉楓）（18）
- 主婦 - 高田和加子（18）
- 女主人一樣的女士 - 谷本麻衣（18）
- 陽子 - 柳生美結（日语：柳生みゆ）（19）
- 朗 - 宇賀神亮介（日语：宇賀神亮介）（19）
- 舞衣 - 疋田英美（日语：疋田英美）（19）
- 文華 - 星野梨華（日语：星野梨華）（19）
- 妻子 - 阿雅雅（日语：あぢゃ）（19）
- 丈夫 - 今井英二（19）
- 岩木渉 - 志賀廣太郎（日语：志賀廣太郎）（21）
- 岩木薫 - 服部妙子（日语：服部妙子）（21）
- 瑪雅 - 奥田佳弥子（日语：奥田佳弥子）（21）
- 動畫裡的女性 - 味岡ちえり（21）
- 黑指令店長 - 赤星昇一郎（日语：赤星昇一郎）（22）
- 深雪 - 秋定里穂（日语：秋定里穂）（22）
- 津留田隊員 - 西野大作（日语：西野大作）（22,24）
- 退休上班族 - 市野龍一（22)[12][13],24[14]
- 菅沼龍太郎 - 佐野史郎（24,25）
- 岸根秋恵 - 原知佐子（日语：原知佐子）（24）
- 長嶺 - 伊藤正之（日语：伊藤正之）（24,25）
- 阪井 - 中野剛（日语：中野剛）（24,25）
- 阿部隊員 - 三濃川陽介（日语：三濃川陽介）（24,25）
- 田口隊員 - 高橋麻琴（日语：高橋麻琴）（24,25）
- 避難民眾- 針生良平、中村慧（24）
- 流浪女孩- 木村桃花（24）
- 岸根教授 - 田口正久（写真出演、24）

聲演
- 歐布音效声聲- 櫻井孝宏[15][a]
- 電視新聞、導航語音 - 西島まどか（1）
- 房東 - 石原瞳（1）
- 播音員 - 加藤美由紀（日语：加藤美由紀）（4）
- 本部からの声 -哈里·金子（日语：金子はりい）（4）
- パイロット - 村上佑（日语：村上ヨウ）（4）
- 変身怪人ゼットン星人マドック - 松本健太（日语：松本健太）（5,21）
- 悪質宇宙人メフィラス星人ノストラ - 安元洋貴（6,9,10）
- 幻覚宇宙人メトロン星人タルデ、幻覚宇宙人メトロン星人タルデ（ラウンドランチャー） - 外島孝一（日语：外島孝一）（6,9,13,20）
- 暗殺宇宙人ナックル星人ナグス - 岸哲生（日语：岸哲生）（6,9,10）
- ラジオアナウンサー - 丸山純路（日语：丸山純路）（8）
- ラジオ - 大谷美紀（9）
- VTL隊員 - 村上ヨウ（15）
- VTL隊無線、基地員 - 矢嶋友和（日语：矢嶋友和）（17）
- 暗黒星人シャプレー星人カタロヒ - 山本祥太（日语：山本祥太） （18）
- 変身怪人ピット星人ミュー - 秋定里穂（22）

戲服演員
- 超人力霸王歐布（オーブオリジン・スペシウムゼペリオン・バーンマイト）- 岩田栄慶（日语：岩田栄慶）
- 超人力霸王歐布（ハリケーンスラッシュ）、悪質宇宙人メフィラス星人ノストラ、 - 石川真之介（日语：石川真之介）
- 超人力霸王歐布（サンダーブレスター）、暗黒星人ババルウ星人ババリュー、暗黒星人シャプレー星人カタロヒ、怨霊鬼 戀鬼（紅蓮騎）、ウルトラマンベリアル- 寺井大介（日语：寺井大介）
- 札古拉斯・札古拉（魔人態）、風ノ魔王獣マガバッサー、宇宙恐竜ハイパーゼットンデスサイス、シビルジャッジメンター ギャラクトロン、宇宙恐竜ハイパーゼットンデスサイス（リザーバー）、 - 岡部暁（日语：岡部暁）
- 光ノ魔王獣マガゼットン、土ノ魔王獣マガグランドキング、水ノ魔王獣マガジャッパ、幻覚宇宙人メトロン星人タルデ、深海怪獣グビラ、合体魔王獣ゼッパンドン、幻覚宇宙人メトロン星人タルデ（ラウンドランチャー）、円盤生物ノーバ、 - 新井宏幸（日语：新井宏幸）
- 火ノ魔王獣マガパンドン、大蟻超獣アリブンタ、硫酸怪獣ホー、宇宙凶険怪獣ケルビム、用心棒怪獣ブラックキング、宇宙怪獣ベムラー（強化） - 横尾和則（日语：横尾和則）
- 変身怪人ゼットン星人マドック - 矢﨑大貴
- 暗殺宇宙人ナックル星人ナグス - 力丸佳大（日语：力丸佳大）
- 海底原人ラゴン（Jr） - 丸田聡美（日语：丸田聡美）
- 大魔王獣マガオロチ、超大魔王獣マガタノオロチ - 桑原義樹（日语：桑原義樹）
- 変身怪人ピット星人ミュー - 秋定里穂
- ゴメス（S)、ゾフィー - 稲庭渉（日语：稲庭渉）
- 超人力霸王太郎、超人力霸王梅比斯- 大村将弘
- 梶川賢司
- 永地悠斗
- 郡大輝
- 安達仁美（日语：安達仁美）

## 播放列表
以下時間以當地時間（日本時間）為準
| 播放日期   | 播放日期   | 播放日期   | 播放日期   | 集數         | 日本原文標題 | 中文標題           | 中文標題             | 中文標題             | 中文標題           | 登場怪獣・宇宙人 | 介紹角色                               | 隱藏標題                                      | 編劇       | 導演         |
| 日本       | 香港       | 中国大陆   | 台灣       | 集數         | 日本原文標題 | 中文標題           | ViuTV                | 新創華               | MOMO親子台         | 登場怪獣・宇宙人 | 介紹角色                               | 隱藏標題                                      | 編劇       | 導演         |
| ---------- | ---------- | ---------- | ---------- | ------------ | ------------ | ------------------ | -------------------- | -------------------- | ------------------ | --- | -------------------------------------- | --------------------------------------------- | ---------- | ------------ |
| 2016/07/02 | 2017/06/25 |            |            | 0            |              | 開播前特別篇       | 開播前特備節目       |                      |                    | 第1 - 5話的登場怪獣 |                                        |                                               | 足木淳一郎 | 村上裕介     |
| 2016/07/09 | 2017/07/02 | 2017/08/21 | 2017/09/24 | 1            |              | 夕陽下的流浪者     | 夕陽下的浪客         | 夕陽下的浪客         | 夕陽下的流浪者     | - 光之魔王獸 瑪伽積頓（） - 風之魔王獸 瑪珈巴薩（） | - 超人力霸王梅比斯 - 瑪伽巴薩          | 超異象之謎 第12話 「鳥を見た」                | 中野貴雄   | 田口清隆     |
| 2016/07/16 | 2017/07/09 | 2017/08/22 | 2017/10/01 | 2            |              | 土塊的魔王         | 土塊的魔王           | 土块魔王             | 土块魔王           | - 土之魔王獸 瑪珈古蘭特王（） | - 超人力霸王太郎 - 瑪伽古蘭特王        | 超人力霸王馬克斯 第21話 「地底からの挑戦」    | 小林雄次   | 田口清隆     |
| 2016/07/23 | 2017/07/16 | 2017/08/23 | 2017/10/08 | 3            |              | 怪獸水域           | 怪獸水域             | 怪獸水域             | 怪獸水域           | - 水之魔王獸 瑪珈賈帕（） | - 超人力霸王傑克 - 瑪珈賈帕            | 超人七號 第3話 「湖のひみつ」                 | 林壮太郎   | 田口清隆     |
| 2016/07/30 | 2017/07/23 | 2017/08/24 | 2017/10/15 | 4            |              | 盛夏上空 小心用火  | 盛夏的空中小心火警   | 盛夏天空 注意防火    | 盛夏天空 小心用火  | - 火之魔王獸 瑪珈龐敦（） | - 超人力霸王傑洛 - 瑪珈龐敦            | 超人力霸王蓋亞 第28話 「熱波襲来」            | 三好昭央   | 阿部雄一     |
| 2016/08/06 | 2017/07/30 | 2017/08/25 | 2017/10/22 | 5            |              | 絕不逃避的心       | 不會逃避的心         | 不再逃避的內心       | 不再逃避的內心     | - 變身怪人 積頓星人・馬多克（） - 宇宙恐龍 超越積頓 死鐮（宇宙恐竜 ハイパーゼットン デスサイス） | - 超人力霸王X - 哥莫拉                 | 超人力霸王 第31話 「来たのは誰だ」            | 小林弘利   | 阿部雄一     |
| 2016/08/13 | 2017/08/06 | 2017/08/26 | 2017/10/29 | 6            |              | 不可進入的森林     | 不入之森             | 不可踏入的森林       | 不可踏入的森林     | - 無幻魔人 賈古拉斯賈古拉（） - 惡質宇宙人 美菲拉斯星人・諾斯托拉（） - 暗殺宇宙人 納克爾星人・納古斯（） - 幻覺宇宙人 美特隆星人・塔路德（） - 大蟻超獸 阿里蓬塔（）                                                         | - 超人力霸王銀河 - 梅菲拉斯星人        | 超人七號 第6話 「ダーク・ゾーン」             | 中野貴雄   | 阿部雄一     |
| 2016/08/20 | 2017/08/13 | 2017/08/27 | 2017/11/05 | 7            |              | 霧中的明天         | 霧之中的明日         | 迷霧中的明日         | 迷霧中的明日       | - 硫酸怪獸 霍（） | - 超人力霸王勝利 - 霍                  | 超人七號 第23話 「明日を捜せ」                | 小林雄次   | 市野龍一     |
| 2016/08/27 | 2017/08/20 | 2017/08/28 | 2017/11/12 | 8            |              | 都會裡的半魚人     | 都會的半魚人         | 都市內的半魚人       | 都市內的半魚人     | - 海底原人 拉貢（） - 海底原人 拉貢Jr.（） - 深海怪獸 古比拉（） | - 超人力霸王帝納 - 古比拉              | 超人力霸王 第6話 「沿岸警備命令」             | 小林弘利   | 市野龍一     |
| 2016/09/03 | 2017/08/27 | 2017/08/29 | 2017/11/19 | 9            |              | 冒牌貨的靈魂藍調   | 冒牌貨的憂鬱藍調     | 虚假的蓝调           | 冒牌的布魯斯       | - 惡質宇宙人 美菲拉斯星人・諾斯托拉（） - 暗殺宇宙人 納克爾星人・納古斯（） - 幻覺宇宙人 美特隆星人・塔路德（） - 暗黑星人 巴巴爾星人・巴巴琉（） - 偽冒超人力霸王Orb（） - 地底怪獸 鐵列斯頓（） - 宇宙兇險怪獸 凱爾比姆（） | - 超人力霸王高斯 - 凱爾比姆            | 超異象之謎 第21話 「宇宙指令M774」            | 中野貴雄   | 冨田卓       |
| 2016/09/10 | 2017/09/03 | 2017/08/30 | 2017/11/26 | 10           |              | 賈古拉之死！       | 札古拉之死！         | 伽古拉身亡！         | 伽古拉之死！       | - 惡質宇宙人 美菲拉斯星人・諾斯托拉（） - 暗殺宇宙人 納克爾星人・納古斯（） - 無幻魔人 賈古拉斯賈古拉（） - 保鏢怪獸 布萊克王（）                                                                                             | - 超人力霸王馬克斯 - 賈古拉斯賈古拉    | 歸來的超人 第1話 「怪獣総進撃」               | 小林雄次   | 冨田卓       |
| 2016/09/17 | 2017/09/10 | 2017/08/31 | 2017/12/03 | 11           |              | 糟糕！媽媽來了！   | 糟糕！媽媽來了！     | 糟糕！媽媽來了！     | 糟糕！媽媽要來了！ | - 大魔王獸 瑪珈歐洛奇（） | - 佐菲 - 瑪珈歐洛奇                    | 超人力霸王 第19話 「悪魔はふたたび」          | 黒沢久子   | 田口清隆     |
| 2016/09/24 | 2017/09/17 | 2017/09/01 | 2017/12/10 | 12           |              | 闇黑魔王的祝福     | 黑之王的祝福         | 黑暗之王的祝福       | 來自闇黑魔王的祝福 | - 大魔王獸 瑪珈歐洛奇（） | - 超人力霸王貝利爾 - 布萊克王          | 超人力霸王 第8話 「怪獣無法地帯」             | 黒沢久子   | 田口清隆     |
| 2016/10/01 | 2017/09/24 | 2017/09/02 | 2017/12/17 | 13           |              | 內心的大掃除       | 內心大掃除           | 內心大掃除           | 內心的大掃除       | - 幻覺宇宙人 美特隆星人・塔路德（） | -                                      | The☆Ultraman 第1話 「新しいヒーローの誕生!!」 | 足木淳一郎 | 武居正能     |
| 2016/10/08 | 2017/10/01 | 2017/09/03 | 2017/12/24 | 14           |              | 暴走的正義         | 失控的正義           | 失控的正義           | 暴走的正義         | - 司法審判者 加拉古特隆（） | - 超人七號 - 瑪伽傑頓                  | 超人力霸王 第34話 「空の贈り物」              | 林壮太郎   | アベユーイチ |
| 2016/10/15 | 2017/10/08 | 2017/09/04 | 2017/12/31 | 15           |              | Never Say Never    | Never Say Never      | 永不言败             | Never say never    | - 司法審判者 加拉古特隆（） | - 超人力霸王迪卡 - 加拉古特隆          | 超人力霸王葛雷 第13話「永遠なる勇者」         | 小林弘利   | アベユーイチ |
| 2016/10/22 | 2017/10/15 | 2017/09/05 | 2018/01/07 | 16           |              | 忘不了的地方       | 無法遺忘之地         | 無法忘怀的地方       | 無法忘怀的地方     | - 合體魔王獸 傑龐敦（） | - 超人力霸王蓋亞 - 魔王獸              | 超人七號 第47話 「あなたはだぁれ？」          | 三浦有為子 | 市野龍一     |
| 2016/10/29 | 2017/10/22 | 2017/09/06 | 2018/01/14 | 17           |              | 復活的聖劍         | 復活的聖劍           | 聖劍復活             | 復活的聖劍         | - 合體魔王獸 傑龐敦（） | - 超人力霸王Orb Orb原型 - 傑龐敦       | 超人力霸王 第39話 「さらばウルトラマン」      | 小林雄次   | 市野龍一     |
| 2016/11/05 | 2017/10/29 | 2017/09/07 | 2018/01/21 | 18           |              | 熱血硬漢涉川       | 鐵漢柔情             | 硬汉涩川             | 熱血硬漢渉川       | - 宇宙怪人 澤朗星人（） - 暗黑星人 夏普雷星人（） - 宇宙怪獸 貝姆拉（強化）（） | - 超人力霸王亞格 - 貝姆拉              | 超人七號 第22話 「人間牧場」                  | 瀬戸大希   | 武居正能     |
| 2016/11/12 | 2017/11/05 | 2017/09/08 | 2018/01/28 | 19           |              | 我內心的惡鬼       | 我心中的鬼           | 心有恶鬼             | 我內心的惡鬼       | - 戀鬼（紅蓮騎）（） | - 超人力霸王衛司 - 戀鬼（紅蓮騎）      | 歸來的超人 第50話 「地獄からの誘い」          | 三浦有為子 | 武居正能     |
| 2016/11/19 | 2017/11/12 | 2017/09/09 | 2018/02/04 | 20           |              | 復仇的導火線       | 復仇的導火線         | 复仇的导火索         | 復仇的導火線       | - 幻覺宇宙人 美特隆星人・塔路德（Round Launcher） （幻覚宇宙人 メトロン星人・タルデ（ラウンドランチャー）） | - 超人力霸王希卡利 - 梅特隆星人        | 超人七號 第45話 「円盤が来た」                | 内田裕基   | 冨田卓       |
| 2016/11/26 | 2017/11/19 | 2017/09/10 | 2018/02/11 | 21           |              | 藍絲帶的少女       | 藍絲帶的少女         | 蓝色发带的少女       | 藍絲帶的少女       | - 宇宙恐龍 超越積頓 死鐮（殘留體）（） | - 超人力霸王迪卡疾速型 - 超越積頓 死鐮 | 超人力霸王雷歐 第45話 「まぼろしの少女」      | 柳井祥緒   | 冨田卓       |
| 2016/12/03 | 2017/11/26 | 2017/09/11 | 2018/02/18 | 22           |              | 不在地圖上的咖啡館 | 地圖上不存在的咖啡屋 | 地图上找不到的咖啡店 | 不在地圖上的咖啡館 | - 圓盤生物 諾瓦（） - 變身怪人 匹特星人・謬（） - 布萊克指令（） | - 超人力霸王雷歐 - 積頓                | 歸來的超人 第44話 「星空に愛をこめて」        | 勝冶京子   | 市野龍一     |
| 2016/12/10 | 2017/12/03 | 2017/09/12 | 2018/02/25 | 23           |              | 闇之刃             | 闇之刃               | 黑暗之刃             | 闇之刃             | - 無幻魔人 賈古拉斯賈古拉（） | - 超人力霸王 - 賈古拉斯賈古拉          | 歸來的超人 第27話 「この一発で地獄へ行け！」  | 幸修司     | 市野龍一     |
| 2016/12/17 | 2017/12/10 | 2017/09/13 | 2018/03/04 | 24           |              | 逆襲的超大魔王獸   | 反擊的超大魔王獸     | 逆袭的超大魔王兽     | 逆襲的超大魔王獸   | - 熔鐵怪獸 迪瑪伽（） - 古代怪獸 哥美斯（S）（） - 地底怪獸 鐵列斯頓（） - 海底原人 拉貢（） - 海底原人 拉貢Jr.（） - 深海怪獸 古比拉（） - 超大魔王獸 瑪珈坦諾歐洛奇（）                                                     | -                                      | 超人七號 第38話 「勇気ある戦い」              | 小林雄次   | 田口清隆     |
| 2016/12/24 | 2017/12/17 | 2017/09/14 | 2018/03/11 | 25（最終話） |              | 飄泊的太陽         | 浪跡天涯的太陽       | 飄泊的太阳           | 流浪的太陽         | - 超大魔王獸 瑪珈坦諾歐洛奇（） | -                                      | 超異象之謎 第28話 「あけてくれ！」            | 中野貴雄   | 田口清隆     |

## 年代記
《Orb》的故事時序，根據系列構成皆導演田口清隆和主要作家中野隆雄所總結起來的企劃私案顯示，共有10大篇章，這些篇章中基本交代紅凱和札古拉斯・札古拉的過去，包含歷代超人戰士與魔王獸之間「魔王獸戰役」，札古拉與紅凱走上不同的道路，和1908 年在盧莎卡森林所發生的事件。
第1章《生命之樹》
對應於《超人力霸王Orb 始源傳奇》，描繪凱獲得超人力霸王能量的故事。
第2章《我是銀河的候鳥》
2-1《永恆的寶石行星》
凱來到寶石行星可博爾尋找土元素，與劇場版登場的姆魯娜烏對戰的故事。
2-2《走出深淵的人們》
凱來到水之行星奴奧克尋找水元素的故事。
2-3《火球行動》
凱來到火山行星奴恩尋找火元素，與劇場版登場的嘎匹拉星人薩迪斯對戰的故事。
2-4《風之星的保鏢》
凱來到風之行星吉列爾莫尋找風元素，初次與札古拉戰鬥的故事。
第3章《偷了黑洞的男人》
札古拉與邪惡美少女比蘭奇結識，和凱徹底決裂，雙方分別得到Orb圓環和黑暗暗環的故事。
第4章《激鬥！伊什塔爾文明》
時間點為西元前1800年，凱第一次訪問地球和族人達娜相遇，札古拉化身為教祖「奴亞•拉•霍提普」的故事。
第5章《來自娜塔莎的愛》
時間點為1908年，凱在盧莎卡地區與娜塔莎的相遇和瑪伽傑頓戰鬥的故事，為TV版的前傳。
5-2《追蹤飛在空中的飛碟之謎》
時間點為1950年，凱在中美洲百雷斯克海域遇見調查UFO的美軍大尉斯凱達，並獲得「紅凱」此名的故事。
第6章《流浪的地球》
時間點為2016年，對應於TV版。
第7章《姆魯娜烏的逆襲、薩迪斯的回歸》
時間點為2017年，對應於電影版。
第8章《超空大凶獸迪扎斯特羅》
與《超人力霸王X》連動之故事，描述與X和傑洛一同對付超空大凶獸迪扎斯特羅的故事。
第9章《“冥府魔道的使者》
對應於《超級格鬥歐布》
最終章《候鳥，去宇宙（天空）》
紅凱在「戰士之巔」給予了新的任務，持續阻止伽古拉和比蘭奇的故事，為年代史的總結篇。

## 電影
劇場版 超人力霸王Orb 絆之力，請借我一用吧！（日語:劇場版 ウルトラマンオーブ 絆の力、おかりします! 英語：Ultraman Orb The Movie）為2017年圓谷製作公司製作的特攝片《超人力霸王Orb》的劇場版電影。2017年3月11日於松竹配給並在日本上映。(劇場版 ウルトラマンオーブ 絆の力、おかりします!)

### 概要
該片講述了面對準備用黑暗圓環的力量把地球轉化成寶石的「宇宙魔女賊姆魯娜烏」以及手下邪惡宇宙人軍團，與超人力霸王Orb與其展開決戰的故事，屬超人力霸王Orb年代記中的第七章。另外曾在《超人力霸王X》飾演大空大地的高橋健介，及《超人七號》主角諸星彈的森次晃嗣也以客串性質回歸演出。

### 故事大綱
有一天SSP成員從小女孩處收到了寄來的神秘道具。那是超人力霸王Ｘ的變身器Ｘ終端。而當落入敵人的陷阱而解除與Xio隊員大空大地融合的超人力霸王Ｘ，SSP，流浪歸來的凱，還有行踪不明的大地也被捲入了事件！地球新危機的前兆降臨！
現在，隨著地球之戰的開始，紅凱 必須拯救新一代的新生代英雄，並掌握紐帶的力量。

### 演員表

#### 登場演員
- 紅凱 - 石黒英雄
- 札古拉斯・札古拉 -青柳尊哉
- 宇宙魔女賊姆魯娜烏 - 椿鬼奴（日语：椿鬼奴）
- 大空大地 - 高橋健介（日语：高橋健介）

SSP
- 夢野奈緒美 - 松浦雅
- 早見捷達 - 高橘直人（日语：高橘直人）
- 松戶森 - 練薴弘晃（日语：練薴弘晃）
- 澀川一徹 -柳澤慎吾

其他角色
- 「鶴の湯」浴場店主 - 諏訪太朗（日语：諏訪太朗）
- 優香 - 平澤宏宏路
- 庫卡蘭奇星人 - 布米正幸
- 加姆斯星人 - 片山絵美
- 蟬女 - 安達仁美
- 杀戮宇宙人修布纳斯 - 岡村勝之
- 被戴亞博里古攻擊的平民 - 田口清隆、阿部雄一
- 市野龍一、冨田卓、武居正能
- 在洋館的的路人男子 - 田口清隆
- 諸星彈 - 森次晃嗣

#### 聲演
- 迦比亞星人薩迪斯 - 山寺宏一
- 帝國星人 - おたけ（日语：ジャングルポケット_(お笑いトリオ)#メンバー）
- 希波利特星人 - 太田博久（日语：太田博久ー）
- 嘎次星人 - 斉藤慎二（日语：斉藤慎二）
- 加洛星人 / 蟬女 - 工藤大輝（日语：工藤大輝）
- 雷丘姆人 / 庫卡蘭奇星人 - 花村想太（日语：花村想太）
- 超人力霸王X - 中村悠一
- X終端語音 - 山村響
- 超人力霸王銀河 - 根岸拓哉
- 超人力霸王勝利 - 宇治清高（日语：宇治清高）
- 超人力霸王傑洛 - 宮野真守

#### 皮套演員
- 超人力霸王Orb- 岩田栄慶、石川真之介、寺井大介
- 戴亚博里古 - 桑原義樹
- 萨迪斯 - 岡部暁
- 超人力霸王勝利 - 大村将弘
- 蟬女 - 安達仁美
- ガルメス人 - 片山絵美
- 稲庭渉、新井宏幸
- 横尾和則、梶川賢司
- 丸田聡美、根本史彦
- 福田憲文、永地悠斗
- 楠村隆太、大久保洸成
- 片岡大知、佐山侑平
- 米澤早織、下村梨乃

### 製作團隊
- 導演 - 田口清隆
- 脚本 - 中野貴雄
- 監修 - 大岡新一
- 企劃製作 - 北浦嗣巳
- 製作人  - 鶴田幸伸
- 撮影導演 - 髙橋創
- 照明 - 武山弘道
- 録音 - 藤丸和徳
- 美術 - 木場太郎
- 編集 - 矢船陽介
- 拋桿 - 空閑由美子、島田和正
- VFX - 三輪智章
- 音楽 作・編曲 - 小西貴雄
- 制作 - 「劇場版超人力霸王Orb」製作委員會
- （圓谷製作、萬代、萬代影視、電通、東京電視台、松竹）
- 配給 - 松竹

### 主題歌
- 「TWO AS ONE」

作詞 - MOMO"mocha"N. / 作曲 - KID STORM、MUSOH、BASIM / 編曲 - KID STORM / 歌 - Da-iCE
- 「オーブの祈り」

作詞・作曲 - 高見沢俊彦 / 編曲 - 高見沢俊彦 with 本田優一郎 / 歌 - 水木一郎 with ボイジャー

## 超人力霸王Orb 始源傳奇
《超人力霸王Orb 始源傳奇》(日語：ウルトラマンオーブ THE ORIGIN SAGA)是由圓谷製作所攝製的特攝電視劇，於2016年12月26日至2017年3月13日在亞馬遜Prime影音上播出。共12話。

### 概要
本部作品屬《超人力霸王Orb》的前傳劇集，描述凱是如何獲得超人力霸王Orb力量的故事，此外在本劇有多個平成時期系列的主角演員復出。

### 故事大綱
本作講述的是從關於O—50行星的浪客「凱」和「伽古拉斯·伽古拉」過去的故事。
他們曾是並肩作戰的好夥伴，在歷經磨難登上勇士之巔後，凱意外被選為超人力霸王Orb。而他們被光指派的首次任務就是拯救王立行星伽農。
在王立行星伽農上有一棵參天大樹「生命之樹」，這顆行星的女王不希望星球上發生戰爭，如果“生命之樹”被破壞的話，星球上的人就會失去保護，而女王最終決定化身為戰神。
凱為了拯救王立行星伽農，一路上遇到了許許多多的人和其他的超人力霸王戰士，在此過程中他漸漸有了成為超人力霸王戰士的覺悟。
另一方面，但伽古拉將生命之樹砍斷的同時，地球上的生命之樹的種子開始發芽了，而舞台就此轉向了地球。

### 用語
- 王立行星伽農

天照女王等人所居住的行星，科技發達但還處在君主制社會，雖然行星上所住的文明外表和人類相似，但是如視力和臂力等各項體能都比人類還強。
- 生命之樹

伽農王族的傳說中能給生命帶來智慧的巨樹，生出了戰神和巴力西卜。能夠長到超過300公尺，很久以前種子散落到宇宙各地，可以促使生命的進化。
遠方的人通過觸摸種子或者生命之樹，能夠進化獲得心靈感應能力，同時生命之樹死亡後那個收到感應的人觸摸的種子也會瞬間萌發生長。
- 傀儡毒

巴力西卜尾部的針刺釋放的毒素，中毒者眼睛會發紅並完全聽從巴力西卜的控制，當巴力西卜雙眼發出光時，控制力會增強，即使是高斯的滿月光波也無法讓怪獸脫離控制。被傀儡毒控制的怪獸相互戰鬥，打贏的一方體內傀儡毒大量增加，同時庫因的能量也會因此提高。戰神的體內要是積累了大量的傀儡毒，其能量就會接近宇宙大爆炸，將傀儡毒擴散到全宇宙。只有成熟的生命之樹的種子才能除去毒性。
- 星門

能夠通往另一個宇宙的蟲洞，但是通過這個途徑穿越宇宙會產生時間和空間上的誤差。
- 斯扎克飛船

伽農軍隊配備的小型飛船，能夠在深海和宇宙中飛行，大砲的最大出力可以對庫因巴力西卜造成傷害。

### 其他節目
- 《超格鬥Orb 親子之力，請借我一用吧！》(ウルトラファイトオーブ 親子の力、おかりします!)
- 《凱的超級英雄大研究》

## 主題歌

### 片頭曲
- 「オーブの祈り」

作詞・作曲 - 高見沢俊彦 / 編曲 - 高見沢俊彦 with 本田優一郎 / 歌 - 水木一郎 with ボイジャー
「光の序曲」（香港版片頭曲）
- 作詞：Fisher Kan、Nowhere boys/ 作曲：高見澤俊彦/ 編曲：Nowhere boys/ 演唱：Nowhere boys

### 片尾曲
- 「Shine your ORB」

作詞 - TAKERU、瀬下千晶 / 作・編曲 - 小西貴雄 / 歌 - ボイジャー feat.クレナイガイ & SSP

### 劇場版主題曲
- 「TWO AS ONE」

作詞：MOMO“mocha”N / 編曲：KID STORM・MUSOH・BASIM  / 演唱：Da-iCE(ダイス)

## 製作人員
- 導演 - 田口清隆、阿部雄一、市野龍一、冨田卓、武居正能
- 劇本統籌 - 中野貴雄、小林雄次
- 編劇 - 中野貴雄、小林雄次、林壮太郎、三好昭央、小林弘利、黒沢久子、足木淳一郎、三浦有為子、瀬戸大希、内田裕基、柳井祥緒、勝冶京子、幸修司
- 監製 - 大岡新一
- 企劃 - 猪狩友宏、押田裕一（テレビ東京）、今井陽介（電通）、桃井信彦（バンダイ）
- 製作人 - 菊池英次、北浦嗣巳、鶴田幸伸、吉野文（テレビ東京）、竹葉理沙（電通）
- 系列協力 - 岡崎聖
- 企劃監製 - 渋谷浩康
- 企劃協力 - 谷岡拡、嵯峨隼人
- 攝影指導 - 髙橋創
- 燈光 - 武山弘道
- 錄音 - 星一郎、藤丸和徳
- 剪輯 - 矢船陽介、森津永
- 場記 - 山内薫、内田智美、今野七香、増田実子
- 補助導演 - 武居正能
- 助理導演、「太平風土記」作畫 - 越知靖
- 特攝助理導演 - 内田直之
- 音樂作曲／編曲 - 小西貴雄
- 音樂製作 - 鈴木俊太郎（rooM78）
- 音樂協力 - テレビ東京ミュージック
- 人物設計 - 後藤正行、楠健吾、野中剛
- 武術指導協調 - 岡野弘之、力丸佳大
- 特殊造型 - 潤淵隆文、品田冬樹、福井康之
- 美術 - 木場太郎
- 微縮模型 - マーブリング・ファインアーツ
- 造型 - 開米プロダクション
- 操演 - 亀甲船
- 特技 - 宗特機
- 背景 - 島倉二千六
- 分鏡 - なかの★陽、市川智茂、林谷和樹、西川伸司
- 各集標題字幕與剪影設計 - 井野元大輔
- 視覺效果 - 三輪智章
- VFX協調 - 豊直康
- VFX／CG - 日本映像クリエイティブ、アンダーグラフ、キュー・テック、TSUBAKI、MAGNUS-AGRI
- 光學繪圖 - 飯塚定雄
- 選角 - 空閑由美子、島田和正
- 技術協力 - IMAGICA
- 美術協力 - アートフォー
- 音響效果 - スワラプロダクション
- 特攝工作室 - 日活調布攝影棚
- 外景協力 - 調布市産業振興課、たまロケーションサービス
- 協力 - 小学館、講談社
- 制作／版權 - 円谷プロダクション、ウルトラマンオーブ製作委員会、テレビ東京

## 播放詳情

### 日本
- 東京電視台

播出日期：2016年7月9日 - 2016年12月24日
播出時間：逢星期六 09:00-09:30(日本時間)

### 香港
- ViuTV

香港由2017年6月25日起，於本地免費地面電視ViuTV播放，提供粵語／日語雙語廣播，並設提供中文字幕。
| ViuTV 星期日 09:30－10:00 7月30日10:30-11:00 | ViuTV 星期日 09:30－10:00 7月30日10:30-11:00           | ViuTV 星期日 09:30－10:00 7月30日10:30-11:00 |
| -------------------------------------------- | ------------------------------------------------------ | -------------------------------------------- |
|                                              | 超人Orb （包括開播前特輯） （2017年6月25日－12月17日） |                                              |
| 境界觸發者 第49－73集                        | 動感火車家族 第1季                                     |                                              |

### 中國大陸
- 上海新創華文化發展有限公司

中國大陸地區版權總代理為上海新創華文化發展有限公司，在2017年8月21日於網絡發行官方國語配音版。
發佈時間：2017年8月21日
發佈媒介：愛奇藝、騰訊視頻、优酷网、土豆网、搜狐视频、乐视网
配音工作室：北斗企鵝工作室
配音導演：林强、李佳怡

### 台灣
- momo親子台

台灣由momo親子台自2017年9月24日起，逢每周日下午17:30播出國語配音版本。

## 外部連結
- （日語）《超人力霸王Orb》官方網站 （页面存档备份，存于）
- （日語）圓谷Station （页面存档备份，存于）
- （日語）東京電視台《超人力霸王Orb》官方網站 （页面存档备份，存于）
- （日語）超人力霸王融合戰鬥街機官方網站 （页面存档备份，存于）